# Israel la Concursul Muzical Eurovision
Deși, din punct de vedere geografic, Israel nu face parte din Europa, Israel face parte din EBU, deci poate participa la Concursul Muzical Eurovision. Israel și-a făcut pentru prima oară apariția în concurs în anul 1973. Israel a participat de 47 de ori si a câștigat concursul de 4 ori: în 1978 prin Izhar Cohen & the Alphabeta, cu piesa "A-Ba-Ni-Bi", în anul următor 1979 prin Gali Atari & Milk and Honey, cu piesa "Hallelujah", în 1998 prin Dana International, cu piesa "Diva" și în 2018 prin Netta Barzilai, cu piesa "Toy". Israel a găzduit concursul de trei ori, in anul 1979, 1999 și, respectiv, 2019.
Deși ar fi avut dreptul să găzduiască competiția și în 1980, organizatorii (Israel Broadcasting Authority) s-au retras din motive financiare și din cauză că finala a căzut în data zilei oficiale de comemorare a celor căzuți la datorie, Israelul nici nu a participat la competiție. Astfel Israel este singura țară care nu a încercat să-și apere titlul în anul de după un câștig. 
Alt record este că Israelul este țara cu cele mai multe apariții în competiție fără să se claseze niciodată pe ultimul loc.

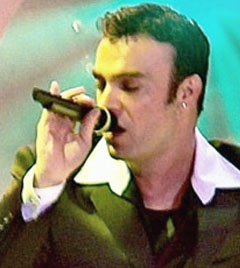
David D'Or la Istanbul (2004)

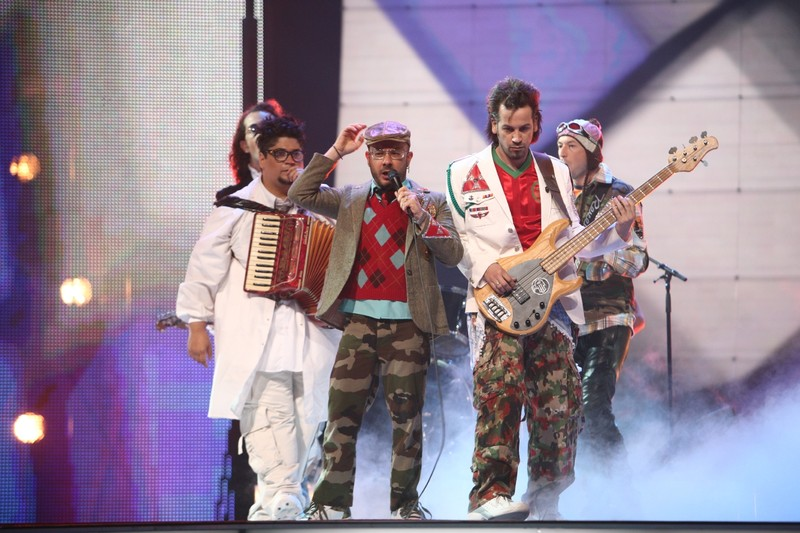
Teapacks la Helsinki (2007)

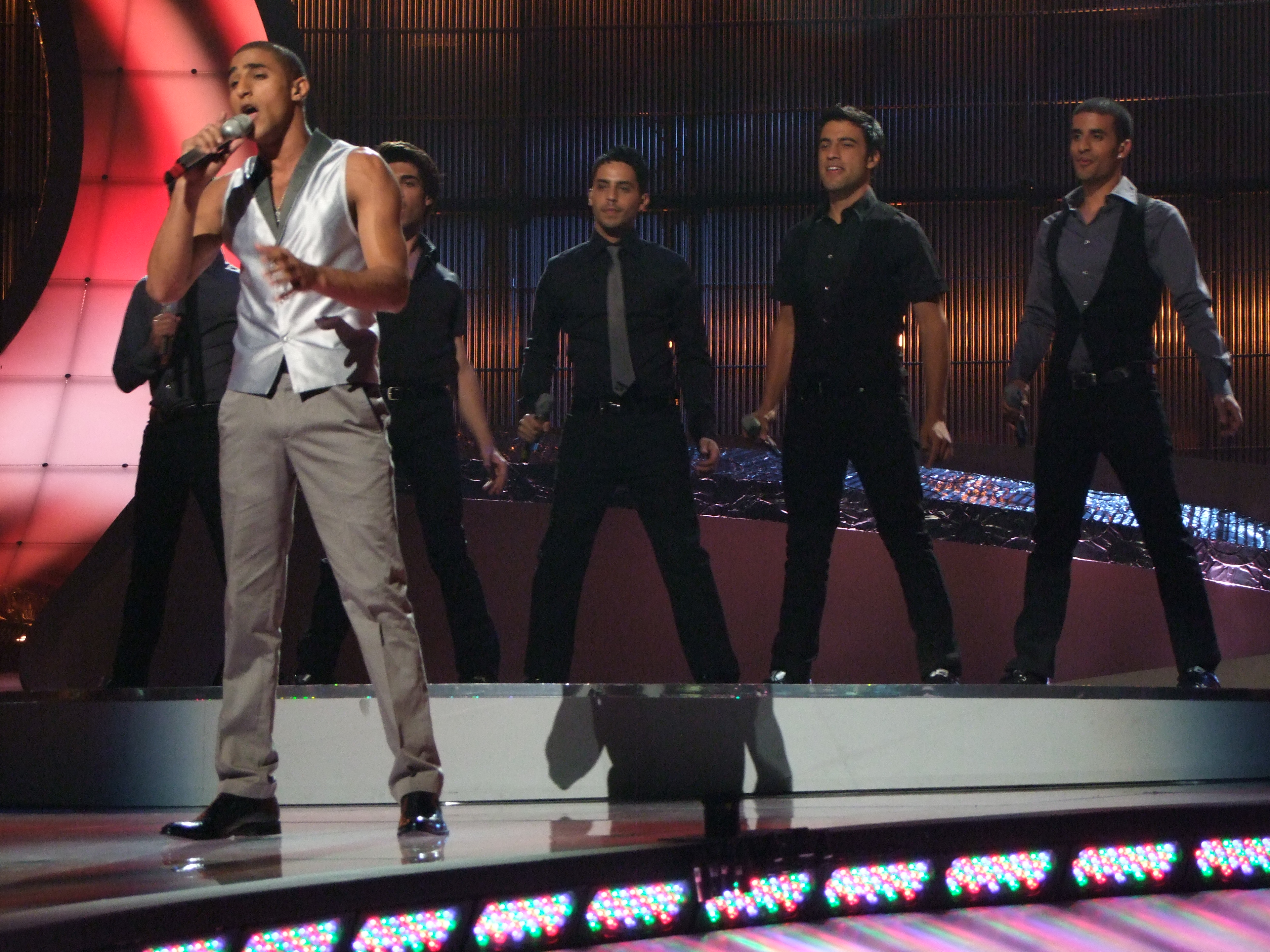
Boaz la Belgrad (2008)

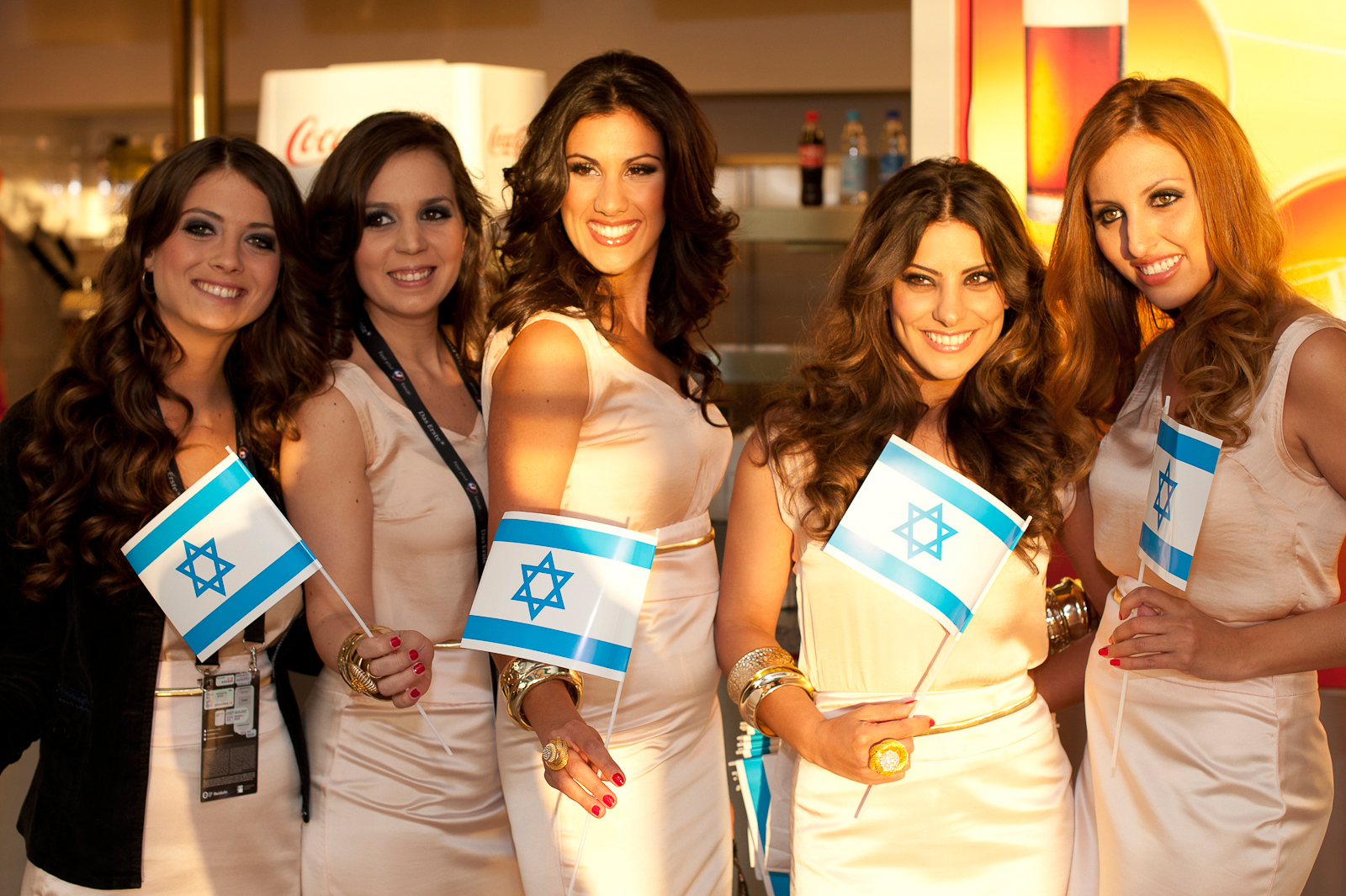
Dana International la Eurovision 2011

## Participări
| An   | Gazda      | Artist                            | Titlu                                                  | Finala | Puncte | Semi       | Puncte     |
| ---- | ---------- | --------------------------------- | ------------------------------------------------------ | ------ | ------ | ---------- | ---------- |
| 1973 | Luxemburg  | Ilanit                            | "Ey Sham" (אי שם)                                      | 4      | 97     |            |            |
| 1974 | Brighton   | Kaveret                           | "Natati La Khayay" (נתתי לה חיי)                       | 7      | 11     |            |            |
| 1975 | Stockholm  | Șlomo Arți                        | "At Va'Ani" (את ואני)                                  | 11     | 40     |            |            |
| 1976 | Haga       | Chocolat, Menta, Mastik           | "Emor Shalom" (אמור שלום)                              | 6      | 77     |            |            |
| 1977 | Londra     | Ilanit                            | "Ahava Hi Shir Lishnayim" (אהבה היא שיר לשניים)        | 11     | 49     |            |            |
| 1978 | Paris      | Izhar Cohen & the Alphabeta       | "A-Ba-Ni-Bi" (א-ב-ני-בי)                               | 1      | 157    |            |            |
| 1979 | Ierusalim  | Gali Atari & Milk and Honey       | "Hallelujah" (הללויה)                                  | 1      | 125    |            |            |
| 1981 | Dublin     | Hakol Over Habibi                 | "Halayla" (הלילה)                                      | 7      | 56     |            |            |
| 1982 | Harrogate  | Avi Toledano                      | "Hora" (הורה)                                          | 2      | 100    |            |            |
| 1983 | München    | Ofra Haza                         | "Khay" (חי)                                            | 2      | 136    |            |            |
| 1985 | Göteborg   | Izhar Cohen                       | "Olé, Olé" (עולה, עולה)                                | 5      | 93     |            |            |
| 1986 | Bergen     | Moti Giladi & Sarai Tzuriel       | "Yavo Yom" (יבוא יום)                                  | 19     | 7      |            |            |
| 1987 | Bruxelles  | Datner & Kushnir                  | "Shir Habatlanim" (שיר הבטלנים)                        | 8      | 73     |            |            |
| 1988 | Dublin     | Yardena Arazi                     | "Ben Adam" (בן אדם)                                    | 7      | 85     |            |            |
| 1989 | Lausanne   | Gili & Galit                      | "Derekh Hamelekh" (דרך המלך)                           | 12     | 50     |            |            |
| 1990 | Zagreb     | Rita                              | "Shara Barkhovot" (שרה ברחובות)                        | 18     | 16     |            |            |
| 1991 | Roma       | Duo Datz                          | "Kan" (כאן)                                            | 3      | 139    |            |            |
| 1992 | Malmö      | Dafna Dekel                       | "Ze Rak Sport" (זה רק ספורט)                           | 6      | 85     |            |            |
| 1993 | Millstreet | Sarah'le Sharon & The Shiru Group | "Shiru" (שירו)                                         | 24     | 4      |            |            |
| 1995 | Dublin     | Liora                             | "Amen" (אמן)                                           | 8      | 81     |            |            |
| 1998 | Birmingham | Dana International                | "Diva" (דיווה)                                         | 1      | 172    |            |            |
| 1999 | Ierusalim  | Eden                              | "Yom Huledet (Happy Birthday)" (יום הולדת)             | 5      | 93     |            |            |
| 2000 | Stockholm  | PingPong                          | "Sameach" (שמח)                                        | 22     | 7      |            |            |
| 2001 | Copenhaga  | Tal Sondak                        | "En Davar" (אין דבר)                                   | 16     | 25     |            |            |
| 2002 | Tallinn    | Sarit Hadad                       | "Nadlik Beyakhad Ner (Light A Candle)" (נדליק ביחד נר) | 12     | 37     |            |            |
| 2003 | Riga       | Lior Narkis                       | "Milim La'Ahava" (מילים לאהבה)                         | 19     | 17     |            |            |
| 2004 | Istanbul   | David D'Or                        | "Leha'amin" (להאמין)                                   | X      | X      | 11         | 57         |
| 2005 | Kiev       | Shiri Maimon                      | "HaSheket SheNish'ar" (השקט שנשאר)                     | 4      | 154    | 7          | 158        |
| 2006 | Atena      | Eddie Butler                      | "Together We Are One" (זה הזמן)                        | 23     | 4      | X          | X          |
| 2007 | Helsinki   | Teapacks                          | "Push the Button" (כפתור אדום)                         | X      | X      | 24         | 17         |
| 2008 | Belgrad    | Bo'az Ma'uda                      | "The Fire In Your Eyes" (כאילו כאן)                    | 9      | 124    | 5          | 104        |
| 2009 | Moscova    | Noa & Mira Awad                   | "There Must Be Another Way" (עינייך)                   | 16     | 53     | 7          | 75         |
| 2010 | Oslo       | Harel Skaat                       | "Milim" (מילים)                                        | 14     | 71     | 8          | 71         |
| 2011 | Düsseldorf | Dana International                | "Ding Dong" (דינג דונג)                                | X      | X      | 15         | 38         |
| 2012 | Baku       | Izabo                             | "Time"                                                 | X      | X      | 13         | 33         |
| 2013 | Malmö      | Moran Mazor                       | "Rak bișvilo” („רק בשבילו”)"                           | X      | X      | 14         | 40         |
| 2014 | Copenhaga  | Mei Finegold                      | ''Same Heart''                                         | X      | X      | 14         | 19         |
| 2015 | Viena      | Nadav Guedj                       | "Golden Boy"                                           | 9      | 97     | 3          | 151        |
| 2016 | Stockholm  | Hovi Star                         | "Made of Stars"                                        | 14     | 135    | 7          | 147        |
| 2017 | Kiev       | Imri                              | "I feel alive"                                         | 23     | 39     | 3          | 207        |
| 2018 | Lisabona   | Netta Barzilai                    | "Toy"                                                  | 1      | 529    | 1          | 283        |
| 2019 | Tel Aviv   | Kobi Marimi                       | "Home"                                                 | 23     | 35     | Țară gazdă | Țară gazdă |
| 2020 | Rotterdam  | Eden Alene                        | "Feker Libi"                                           | Anulat | Anulat | Anulat     | Anulat     |
| 2021 | Rotterdam  | Eden Alene                        | "Set Me Free"                                          | 17     | 93     | 5          | 192        |
| 2022 | Torino     | Michael Ben David                 | "I.M"                                                  | X      | X      | 13         | 61         |
| 2023 | Liverpool  | Noa Kirel                         | "Unicorn"                                              | 3      | 362    | 3          | 127        |
| 2024 | Malmö      | Eden Golan                        | "Hurricane"                                            | 5      | 375    | 1          | 194        |
| 2025 | Basel      | Yuval Raphael                     | "New Day Will Rise"                                    | 2      | 357    | 1          | 203        |

## Gazdă
| An   | Oras      | Locatie                         | Prezentatori                                   |
| ---- | --------- | ------------------------------- | ---------------------------------------------- |
| 1979 | Ierusalim | International Convention Center | Yardena Arazi și Daniel Pe'er                  |
| 1999 | Ierusalim | International Convention Center | Dafna Dekel, Sigal Shakhmon și Igal Ravid      |
| 2019 | Tel Aviv  | Expo Tel Aviv                   | Erez Tal, Bar Refaeli, Assi Azar și Lucy Ayoub |